# Sertum Botanicum
Sertum Botanicum (abreviado Sert. Bot.) es un libro con ilustraciones y descripciones botánicas que fue escrito por el  botánico; Pierre Corneille Van Geel y publicado Bruselas en 1828-1832 [1836], con el nombre de Sertum botanicum. Collection de plantes. Een keuze van 74 platen uit "Sertum botanicum" met de originele Oud-Nederlandse tekst en een hedendaagse toelichting. Samengesteld door Dick van Raalte & Ankie Postel. Son 4 volúmenes encuadernados de 353 x 265 mm con 600 planchas litografiadas, coloreadas a mano por G. Severyns y litografiado por Burggraaff.